# Luis Goytisolo
Luis Goytisolo Gay (ur. 17 marca 1935 w Barcelonie) – hiszpański pisarz i publicysta.
Matka pisarza zginęła, gdy miał trzy lata podczas bombardowania Barcelony w czasie wojny domowej. Debiutował w drugiej połowie lat 50. XX w. – pierwszą powieść Las afueras opublikował w wieku 23 lat, w 1958. Książka została uhonorowana Premio Biblioteca Breve. W 1976 otrzymał nagrodę miasta Barcelony. Od 1995 zasiada w Królewskiej Akademii Hiszpańskiej.
Spora część jego twórczości została poświęcona rozliczeniu z okresem rządów Franco. Ważną rolę w jego książkach odgrywa Barcelona oraz historia Katalonii, jednak pisze w języku hiszpańskim. Jest autorem m.in. cyklu powieściowego Antagonía. W jego skład wchodzą cztery powieści: Recuento, Los verdes de mayo hasta el mar, La cólera de Aquiles oraz Teoría del conocimiento. Goytisolo pisał je równocześnie, począwszy od roku 1963, zostały opublikowane w następnej dekadzie. W Polsce ukazały się Obrachunki (pierwszy tom Antagonii) oraz debiutanckie Las afueras (pod tytułem Okolice).
Znanymi pisarzami są także jego dwaj bracia José Agustín i Juan.